# Yoon Dae-nyeong
Yoon Dae-nyeong (nacido en 1962) es un escritor surcoreano.

## Biografía
Yoon Dae-nyeong nació en 1962 en Yesan, provincia de Chungcheong del Sur, Corea del Sur. Se graduó en la Universidad Dankook en Idioma y literatura francesa. Sin embargo, afirma que asistió a más clases de literatura coreana que de literatura francesa. Pasó la infancia con sus abuelos antes de reunirse con sus padres cuando tenía ocho años. Su familia era seminómada y vivió en varios sitios, pero siempre en la pobreza. Empezó a leer muy pronto y cuando era estudiante leía todos los libros que encontraba.
Escribió su primera historia estando en el bachillerato. Continuó escribiendo todo el tiempo, pues quería ganar un premio en los concursos literarios de primavera. En 1988 escribió el cuento "Un círculo" y ganó el segundo premio en el concurso literario de primavera patrocinado por el periódico Daejeon Ilbo.

## Obra
Su primer relato "Un círculo" (Won) se publicó en Daejeon Ilbo en 1988 y en Pensamiento literario (Munhak sasang) en 1990. Con sus siguientes trabajos, "El bosque de mi madre" (Eomma ui sup), "El memorandum del pececillo de plata" (Euno naksi tongsin), "Memorandum: Miari, 9 de enero de 1993" (1/9/93 Miari tongsin) y "De vez en cuando la vaca visita el motel" (Soneun yeogwan euro deuleo onda gakkeum), se ganó la reputación durante los noventa de ser un escritor que sabe capturar el ethos y la sensibilidad del pueblo coreano.
En 1990 ganó el premio a nuevos escritores de la revista Munhak Sasang (Pensamiento literario). Este fue el primero de muchos, incluidos el premio al mejor artista joven actual (1994), el premio literario Yi Sang (1996), premio de literatura moderna (1998) y el premio literario Lee Hyo-seok (2003). Ha escrito recopilaciones de relatos cortos Ayu pescando informes, Se amontonaron muchas estrellas en un sitio y Allí camina alguien; recopilaciones de ensayos, como Las cosas que quiero decirle a ella y Los cubiertos de mi madre; y novelas como Fui a ver una película antigua, Mi-ran, una viajera en la nieve, Entre el cielo y la tierra y ¿Por qué fue el tigre al mar?.

## Obras en coreano (lista parcial)
Recopilaciones de relatos cortos
- Ayu pescando informes
- Contemplando las escaleras del sur
- Muchas estrellas se amontonaron en un sitio
- Allí anda alguien

Recopilaciones de ensayos
- Cosas que quiero decirle a ella
- La cubiertos de mi madre

Novelas
- Fui a ver una película antigua
- Mi-ran, una viajera en la nieve
- Entre cielo y tierra
- ¿Por qué fue el tigre al mar?'

## Premios
- Concurso literario de primavera patrocinado por Daejeon Ilbo (1988)
- Premio nuevos escritores (1990)
- Premio artista joven actual (1994)
- Premio literario Yi Sang (1996)
- Premio Hyundae Munhak (1998)
- Premio literario Lee Hyo-seok (2003)